# Vlag van Chimborazo

Vlag van Chimborazo

De vlag van Chimborazo bestaat uit twee even hoge horizontale banen in de kleuren rood (boven) en blauw, met in het midden het wapen van Chimborazo. De vlag is in gebruik sinds 30 juni 1960.

Vlag van Chimborazo volgens Smith

Vaak worden vlaggen zonder wapen gebruikt omdat ze minder duur zijn. Voor sommige provincies kan echter wel een wapenschild worden gebruikt, vooral voor Chimborazo en Cotopaxi die dezelfde kleuren hebben.
Volgens Spectrum Vlaggenboek meldt dat de vlag wordt diagonaal in tweeën gedeeld, waardoor er twee driehoeken ontstaan: een rode en een blauwe.